# Bijou Brigitte
Die Bijou Brigitte modische Accessoires AG, kurz Bijou Brigitte, ist ein Anbieter von Modeschmuck und Accessoires mit Sitz in Hamburg und richtet sich überwiegend an die weibliche Kundschaft. Der Bijou-Brigitte-Konzern betreibt in Europa 990 Filialen. Das Unternehmen ist nach eigenen Angaben marktführender Anbieter auf seinem Gebiet.
Der Umsatz sank 2020 durch die COVID-19-Pandemie gegenüber dem Vorjahr um 38,7 Prozent auf 204,9 Millionen Euro (Vorjahr: 334 Mio. €). Das Jahr 2020 wurde mit einem Konzernverlust von 33,7 Mio. Euro abgeschlossen. Das Unternehmen ist im norddeutschen Regionalindex HASPAX gelistet.

## Geschichte
Die Unternehmensgründung erfolgte am 8. Juli 1963 in Hamburg als Import- und Handelsunternehmen für Modeschmuck durch Friedrich W. Werner. Benannt wurde das Unternehmen nach seiner Frau. Drei Jahre später baute das Unternehmen eine maschinelle Eigenfabrikation sowie einen bundesweiten Außendienst zur Händlerbetreuung auf.
1987 fand die Umwandlung zur „Bijou Brigitte modische Accessoires Aktiengesellschaft“ statt. Im selben Jahr entstand in Hamburg-Poppenbüttel ein neues Produktions-, Lager- und Versandgebäude. Ein Jahr später kam es zum Börsengang an den Geregelten Markt an der Börse Hamburg. Die Eröffnung der ersten Auslandsfilialen in Österreich und den Niederlanden war 1989.
Im Jahr 1996 wurde die ehemalige Woolworth-Tochter Rubin übernommen.
Nachdem das Unternehmen bereits Filialen in einigen europäischen Ländern eröffnet hatte, folgte 2006 die Expansion in die Vereinigten Staaten, wo die erste Filiale in Florida entstand. Die Zahl von 1000 Filialen wurde 2007 überschritten.

## Produkte
Das Unternehmen bietet überwiegend Modeschmuck, aber auch Kinderschmuck und Schmuck wie zum Beispiel Echtsilberschmuck, eine Edelstein- und Bernsteinkollektion, ein Mineralien- und Fossiliensortiment sowie die Designer-Produktlinie „Senso di Donna“.
Die Produktpalette umfasst Armschmuck, Broschen, Haarschmuck, Ketten, Körperschmuck, Ohrringe, Ringe und andere Produkte. Im Bereich modische Accessoires gehören zum Sortiment unter anderem Gürtel, Herrenaccessoires, Mützen, Schals, Sonnenbrillen, Taschen, Tücher und Uhren. Das Sortiment umfasst rund 9000 Artikel.

## Beteiligungen

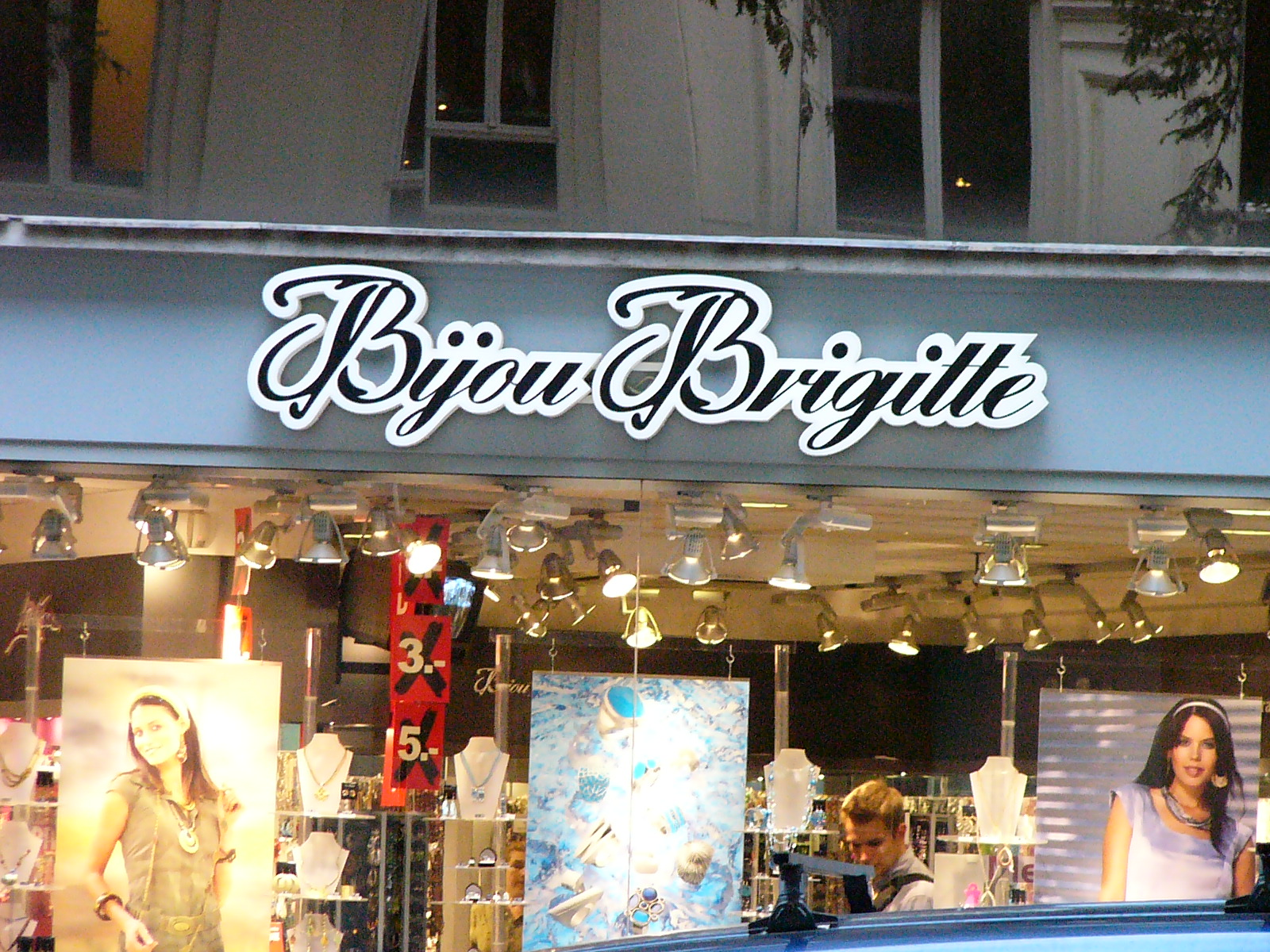
Bijou-Brigitte-Shop in Wien, Österreich

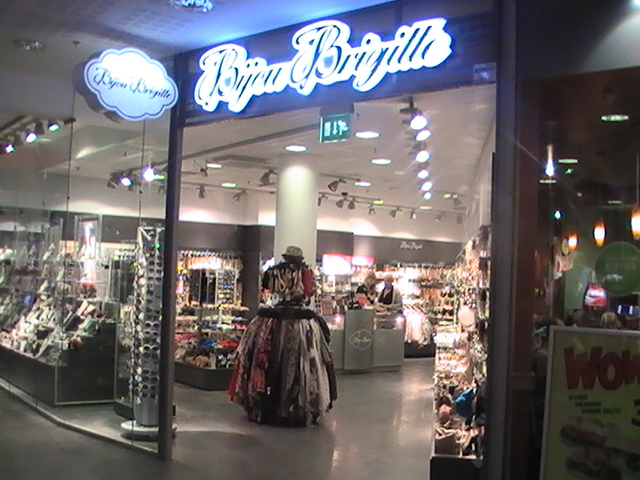
Bijou-Brigitte-Shop in Pori, Finnland.

Die Bijou Brigitte modische Accessoires AG ist die Muttergesellschaft folgender, jeweils 100-prozentiger Tochtergesellschaften:
- Bijou Brigitte modische Accessoires Ges. m.b.H., Wien/Österreich
- Fashion Dream Limited, Hongkong/Volksrepublik China
- “Senso di Donna” Vertriebs GmbH, Hamburg/Deutschland
- Rubin GmbH, Buxtehude/Deutschland
- Bijou Brigitte Sp. z o.o., Warschau/Polen
- Bijou Brigitte modische Accessoires S.L., Barcelona/Spanien
- Bijou Brigitte Divatcikk Kft., Budapest/Ungarn
- Bijou Brigitte – Acessórios de Moda Unipessoal, Lda., Lissabon/Portugal
- Bijou Brigitte s.r.o., Prag/Tschechien
- Bijou Brigitte s.r.l., Mailand/Italien
- Bijou Brigitte Monoprosopi EPE, Athen/Griechenland
- Bijou Brigitte Accessoires de Mode S.A.S., Straßburg/Frankreich
- Bijou Brigitte s.r.o.., Trenčín/Slowakei
- Bijou Brigitte EOOD, Sofia/Bulgarien
- S.C. Bijou Brigitte S.R.L., Medias/Rumänien
- BIJOU BRIGITTE S.P.R.L., Saint-Josse-Ten-Noode/Belgien
- Bijou Brigitte GmbH, St. Gallen/Schweiz
- 义乌市泰雅饰品有限公司 – Yiwu City Tai Ya Jewellery Company LTD., Volksrepublik China
- Bijou Rubin S.P.R.L., Saint-Josse-Ten-Noode/Belgien

Die schwedische Tochter Bijou Brigitte AB wurde im Januar 2018 liquidiert.